# Нива (уезд)
Нива (яп. 丹羽郡 Нива-гун) — уезд в префектуре Айти, Япония.

Расположение уезда Нива в префектуре Айти.

По оценкам на 1 мая 2017 года, население составляет 57,694 человек, плотность 2,330 человек / км², площадь 24,48 км². Уезд расположен на северо-западе префектуры, на севере выходит на реку Кисо, разделяющую его и префектуру Гифу. Он частично лежит в конусе выноса Кисо, а частично — на возвышенности Аиги.
В состав уезда входят посёлки Фусо и Огути.
На территории уезда, в Китагаэти и Нисиуре, найдены следы поселений эпохи Дзёмон, а в Омидо и Симидзу — позней эпохи Яёй. Сохранились также курганы эпохи Кофун — круглые и в форме замочной скважины; в них были найдены старинные зеркала.